# Eria fastigiatifolia
Eria fastigiatifolia är en orkidéart som beskrevs av Oakes Ames. Eria fastigiatifolia ingår i släktet Eria och familjen orkidéer.
Artens utbredningsområde är Filippinerna. Inga underarter finns listade i Catalogue of Life.